# Dimeragrion unturanense
Dimeragrion unturanense är en trollsländeart som beskrevs av De Marmels 1992. Dimeragrion unturanense ingår i släktet Dimeragrion och familjen Megapodagrionidae. Inga underarter finns listade i Catalogue of Life.